# Герасимов, Владимир Алексеевич
Владимир Алексеевич Герасимов (8 декабря 1926 — 8 августа 2022) — капитан Советской армии, участник Великой Отечественной войны, общественный и хозяйственный деятель Советского Союза и Российской Федерации, председатель комитета ветеранов войны и военной службы Канавинского района города Нижнего Новгорода, почётный гражданин города Нижнего Новгорода (2020).

## Биография
Родился 8 декабря 1926 года в селе Утка Гагинского района Нижегородской губернии в крестьянской русской семье. В возрасте 9 лет вместе с семьёй переехал в город Горький. Отец трудоустроился плотником на авиационном заводе, мать трудилась по хозяйству. В начале Великой Отечественной войны, Владимир был ещё подростком, обучался в школе №121 Канавинского района.
В ноябре 1943 года был призван в Красную армию. Направлен на подготовительные курсы в так называемые «Гороховецкие лагеря» - Гороховецкий артиллерийский научно-испытательный опытный полигон. На фронт был отправлен в 308 Латышскую Краснознаменную стрелковую дивизию. Стал рядовым пехотинцем, прошёл с боями всю Латвию. В октябре 1944 года участвовал в военной операции по освобождению Риги. Получил лёгкое ранение, контузию. В начале 1945 года всех русских, воевавших в Латышской дивизии, распределили по другим фронтам. Герасимова направили на Третий Белорусский фронт, в Первую Московскую Краснознаменную дивизию. Воевал в Восточной Пруссии, принимал участие в боях за Кёнигсберг. После взятия города дивизия дислоцировалась на берегах Балтийского моря. Служил до 1953 года.
Почти все послевоенные годы проживал в Горьком (Нижнем Новгороде). 
После возвращения домой, стал получать образование в Горьковском педагогическом институте. В 1959 году завершил обучение на филологическом факультете. На протяжении шести лет трудился педагогом-воспитателем в ДК имени Ленина, после ещё шестнадцать – руководил Канавинской районной организацией «Общество «Знание», а потом стал работать в управлении Горьковской железной дороги инструктором по воспитательной работе.
После выхода на заслуженный отдых стал активно работать в Совете ветеранов, где на общественных началах выступал перед молодёжью с патриотическими лекциями.
По решению депутатов городской Думы 23 июня 2020 года ему присвоено звание «Почётный гражданин города Нижний Новгород».

## Награды
За боевые и трудовые успехи удостоен:
- Орден Отечественной войны II степени
- Орден Красной Звезды
- Медаль «За взятие Кёнигсберга»
- Медаль «За победу над Германией в Великой Отечественной войне 1941—1945 гг.»
- Медаль Жукова
- другие медали.

- Почётный гражданин города Нижнего Новгорода (23.06.2020 год).